# Waku-Kungo
Waku-Kungo (o Waco Kungo) è una municipalità dell'Angola, situata nella provincia di Cuanza Sud.